# Bayardella johni
Bayardella johni е вид коремоного от семейство Planorbidae. Видът не е застрашен от изчезване.

## Разпространение
Разпространен е в Западна Австралия.